# 国际数学物理联合会
国际数学物理联合会（International Association of Mathematical Physics, IAMP）是一个在1976年成立的国际组织，目的是增进数学物理学的研究，加强数学家与理论物理学家（还包括学生）的交流。联合会的普通会员一般是个人研究者，企业与组织也可以成为准会员。IAMP由一个由普通会员选举产生的执行委员会管理。
IAMP主办三年一次的国际数学物理大会（ICMP）。此外IAMP还会支持一些小型会议。
IAMP目前颁发两个奖项：庞加莱奖（1997年创办）、早期职业奖（Early Career Award，2009年创办）。

## 历任主席
- 2015-17: Robert Seiringer
- 2012-14: Antii Kupiainen
- 2009-11: Pavel Exner
- 2006-08: Giovanni Gallavotti
- 2003-05: David Brydges
- 2000-02: Herbert Spohn
- 1997-99: Elliott Lieb
- 1991-96: Arthur Jaffe
- 1988-90: John R. Klauder
- 1985-87: Konrad Osterwalder
- 1982-84: Elliott Lieb
- 1979-81: Huzihiro Araki
- 1976-78: Walter Thirring

## 由IAMP颁发的奖项

### IAMP早期职业奖
这一奖项颁发给在数学物理学领域有贡献的人，但年龄必须小于35岁。